# Onthophagus macedonicus
Onthophagus macedonicus är en skalbaggsart som beskrevs av Miksic 1959. Onthophagus macedonicus ingår i släktet Onthophagus och familjen bladhorningar. Inga underarter finns listade i Catalogue of Life.